# Neferetkau
Neferetkau war eine Prinzessin der altägyptischen 4. Dynastie und eine Tochter von Pharao Snofru. Sie hatte einen Sohn namens Nefermaat, der das Amt des Wesirs bekleidete. Über einen Ehemann der Neferetkau ist nichts bekannt. Inschriften im Grab ihres Sohnes und ihres Enkels Snofruchaef haben Kurt Sethe dazu veranlasst, als Vater des Nefermaat Neferetkaus eigenen Vater Snofru anzusehen. George Andrew Reisner konnte durch neue Funde diese Theorie allerdings entkräften.

## Grab
Neferetkau gehört höchstwahrscheinlich die Mastaba G 7050 auf dem Ostfriedhof der Cheops-Pyramide. Sie trägt keinerlei Inschriften, jedoch legt die direkte bauliche Verbindung dieser Mastaba mit denen ihres Sohnes (G 7060) und ihres Enkels (G 7070) nahe, dass sie für Neferetkau bestimmt war. Das Grab wurde während der saïtischen (26. Dynastie) oder ptolemäischen Zeit für Neubestattungen genutzt und weist heute starke Zerstörungen auf.